# Michael Köhlmeier

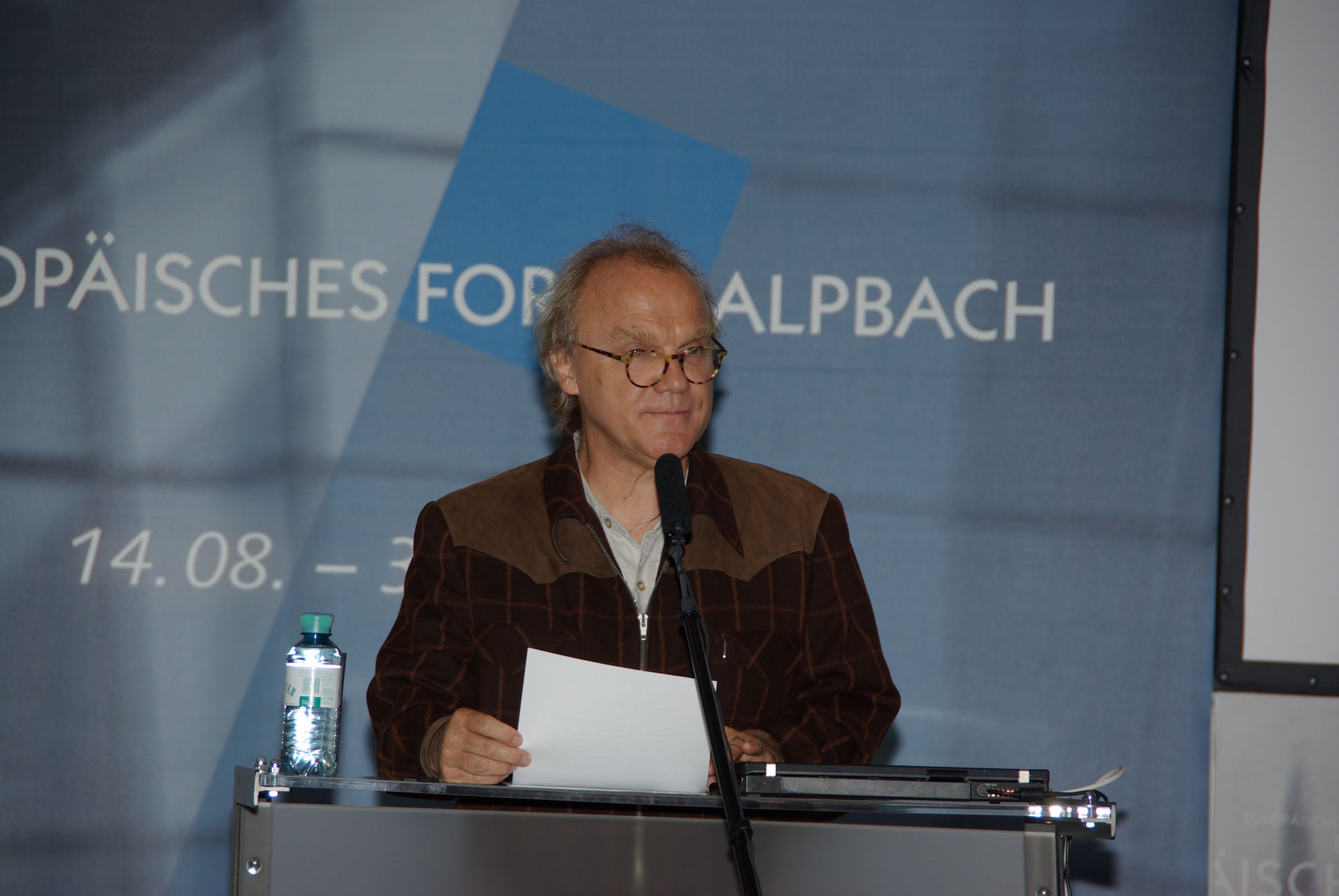
Michael Köhlmeier v roce 2008 (Autor: Franziska Kafka)

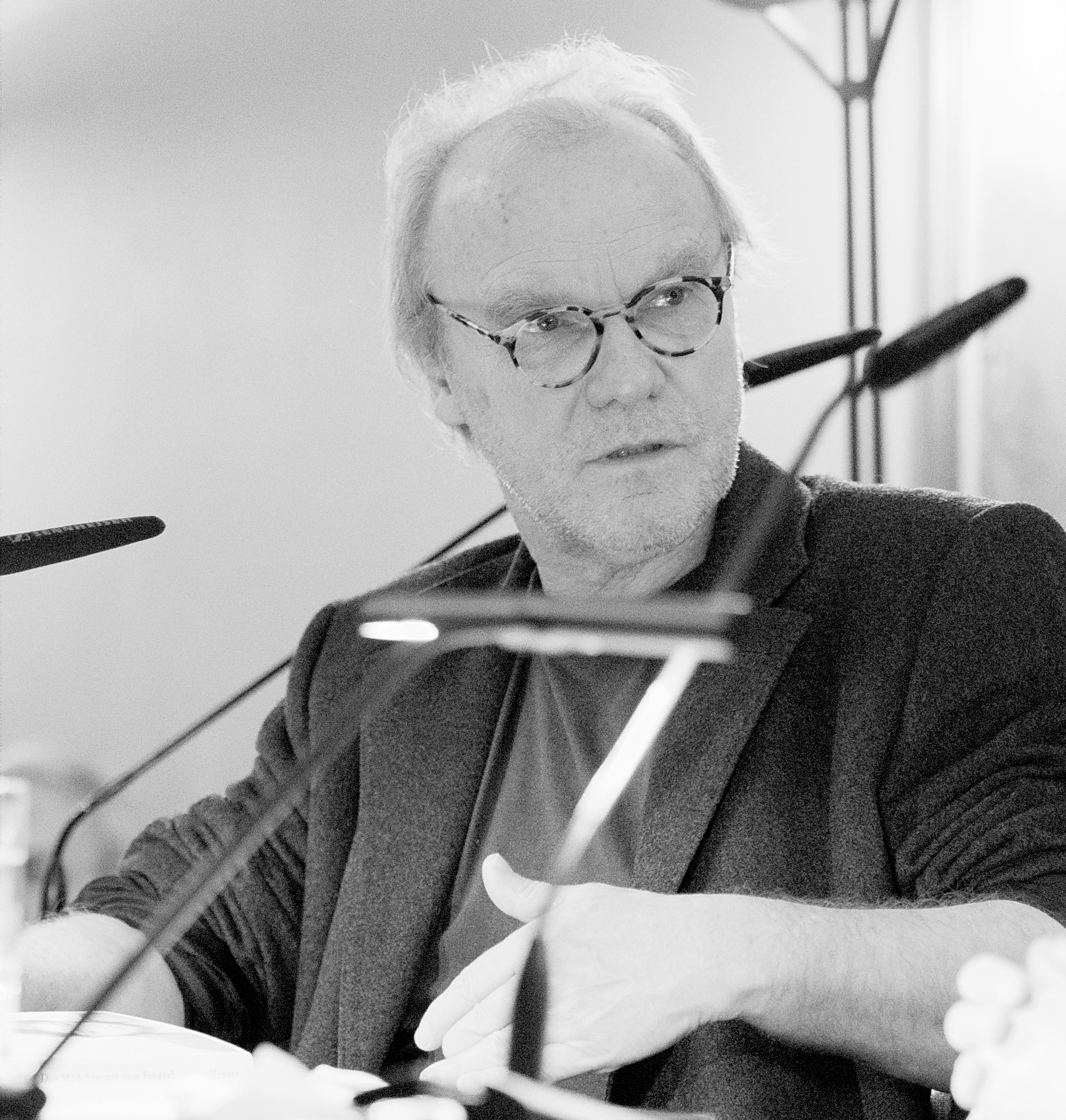
Michael Köhlmeier (2016)

Michael Johannes Maria Köhlmeier (* 15. října 1949, Hard, Vorarlbersko) je rakouský spisovatel a vypravěč.

## Biografie
Po maturitě studoval politologii a germanistiku v Marburgu, dále pak matematiku a filozofii v Gießenu a Frankfurtu nad Mohanem.
Jeho manželkou je od roku 1981 spisovatelka Monika Helfer (* 1947), s níž měl dceru, spisovatelku Paulu (1982–2003), která tragicky zemřela při pádu z ruiny hradu Alt-Ems (Hohenems) ve věku 21 let.

## Literární ocenění (výběr)
- 1974 - Rauriské stipendium (Rauriser Förderungspreis) za jednoaktovku Like Bob Dylan
- 1975 - Anerkennungspreis der Dr.-Ernst-Koreth-Stiftung v Linci
- 1976 - Nachwuchsstipendium für Literatur des Österreichischen Bundesministeriums für Unterricht und Kunst
- 1983 - Rauriská literární cena za Der Peverl Toni
- 1984 - Prémie Rakouského rozhlasu za rozhlasovou hru (Hörspielprämie des Österreichischen Rundfunks) za Veltliner und Betrogen
- 1985 - Rakouské státní stipendium za literaturu (Österreichisches Staatsstipendium für Literatur)
- 1985 - Literární cena Georga Rendla (Georg-Rendl-Literaturpreis)
- 1987 - Ehrengabe für Kunst und Wissenschaft des Landes Vorarlberg
- 1988 - Cena Johanna Petera Hebela
- 1993 - Stipendium spolkové země Vorarlberg (Förderpreis des Landes Vorarlberg)
- 1993 - Rozhlasová hra roku za Theorie der völligen Hilflosigkeit
- 1995 - Cena Manèse Sperbera (Manès-Sperber-Preis)
- 1997 - Cena Antona Wildganse (Anton-Wildgans-Preis)
- 1997 - Cena Johanna Jacoba Christopha von Grimmelshausen
- 2001 - Čestná cena vorarlberských knihkupců (Ehrenpreis des Vorarlberger Buchhandels)
- 2007 - Rakouské ocenění za literaturu (Österreichischer Würdigungspreis für Literatur)
- 2007 - Zlatý odznak za zásluhy spolkové země Vídeň (Goldenes Verdienstzeichen des Landes Wien)
- 2007 - Užší nominace na Německou knižní cenu za Abendland
- 2008 - Literární cena Bodamského jezera (Bodensee-Literaturpreis)
- 2010 - Širší nominace na Německou knižní cenu za Madalyn
- 2011 - Rakouská knižní cena za literaturu pro děti a mládež (Österreichischer Kinder- und Jugendbuchpreis) za Rosie und der Urgroßvater
- 2014 - Literární cena Waltera Hasenclevera (Walter-Hasenclever-Literaturpreis)[8]
- 2014 - Cena Toniho Russe (Toni-Russ-Preis)
- 2014 - Širší nominace na Německou knižní cenu za román Dva pánové na pláži
- 2016 - Širší nominace na Rakouskou knižní cenu za román Das Mädchen mit dem Fingerhut[9]

### Přehled děl v originále (výběr)
- Das Mädchen mit dem Fingerhut: Roman. 2. vyd. München: Carl Hanser Verlag GmbH & Co. KG, 2016. 144 S.
- Die Abenteuer des Joel Spazierer: Roman. München: Carl Hanser Verlag, 2013. 652 S.
- Zwei Herren am Strand: Roman. 14. vyd. München: Carl Hanser Verlag GmbH & Co. KG, 2014. 256 S.
- Spielplatz der Helden: Roman. Deutscher Taschenbuch Verlag (dtv), 2013. 352 S.
- Madalyn: Roman. München: Carl Hanser Verlag, 2010. 174 S.
- Die Musterschüler: Roman. Deutscher Taschenbuch Verlag (dtv), 2009. 608 S.
- Idylle mit ertrinkendem Hund. Wien: Deuticke Verlag, 2008. 110 S.
- Abendland: Roman. München: Carl Hanser Verlag, 2007. 780 S.
- Nachts um eins am Telefon. Wien: Deuticke Verlag, 2005. 159 S.
- Geschichten von der Bibel: Von der Erschaffung der Welt bis Moses. Piper Taschenbuch, 2004. 576 S.
- Geschichten von der Bibel: Von der Erschaffung der Welt bis Josef in Ägypten. München: Piper Verlag, 2000. 267 S.
- Das große Sagenbuch des klassischen Altertums. Piper Taschenbuch, 2002. 640 S.
- Der Tag, an dem Emilio Zanetti berühmt war: Novelle. Wien: Deuticke Verlag, 2002. 108 S.
- Geh mit mir: Roman. München: Piper Verlag, 2000. 190 S.
- Die Nibelungen: neu erzählt. Piper Taschenbuch, 1999. 128 S.
- Bleib über Nacht. München: Heyne Verlag, 1993. 237 S.
- Der Peverl Toni und seine abenteuerliche Reise durch meinen Kopf: Roman. Hoffmann und Campe Verlag, 1982. 339 S.

### České překlady
- Dva pánové na pláži (Zwei Herren am Strand), přel. Magdalena Štulcová, Archa, 2018